# ひいき
贔屓（ひいき）とは、自分の気に入った者に対して肩入れし、優遇することである。贔屓をしてくれる人のことを贔屓筋（ひいきすじ）などと呼んだ。
語源は中国の伝説上の生物である贔屓。

## 概要
江戸時代から明治にかけて町人文化が花開いた時期には、富裕な町人などが、気に入った相撲取りや歌舞伎役者などのパトロン（後援者）になり、物心共に支援する慣行が見られた。いわゆるタニマチ文化であり、形を変えながら現代も生き残っている。相撲のタニマチの場合は、力士や年寄個人に限らず相撲部屋に対するひいき・後援者も存在する。スケールは大きく違うが、いわゆるファンと呼ばれる人々も似たような心性を持っている場合がある。

### 口語として
商売の世界において、上述の通り取引先に自分の(或いは自社の)優遇を願う表現として「ごひいきに」がある。
これは江戸時代の商人から現代のビジネスマンに至るまで、歴史上幅広く使われている。

### 依怙贔屓
肩入れしている理由が不透明で、公平でないと判断される場合は、依怙贔屓、偏愛（えこひいき、英語: Cronyism）などと呼ばれる。日常用語としてはこの意味で使われることも多い。